# آمفیاروس

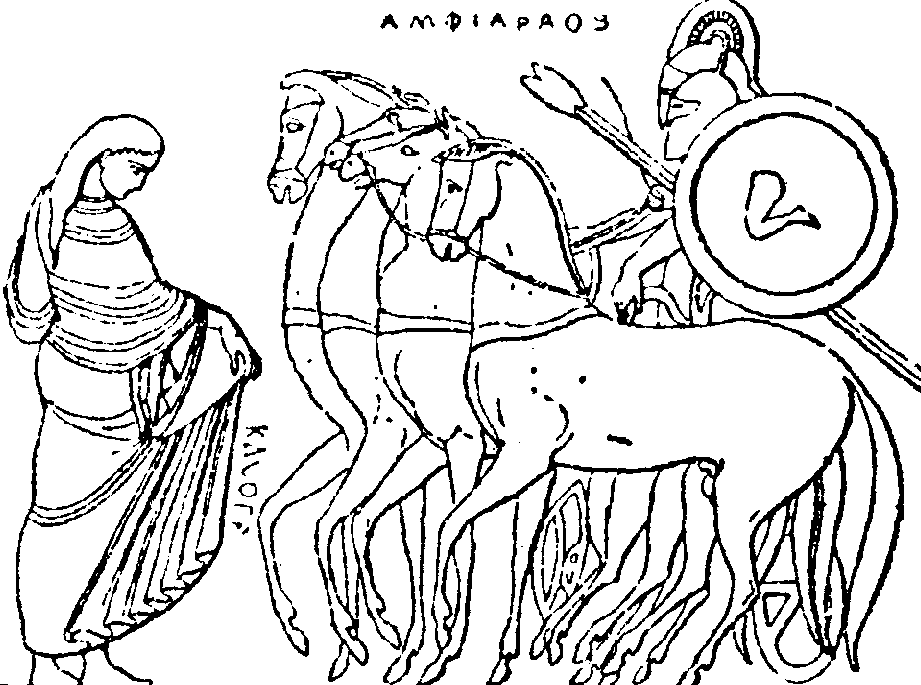
آمفیاروس

آمفیاروس (به یونانی: Ἀμφιάραος) در اساطیر یونان پادشاه افسانه‌ای شهر آرگوس، فرزند آکلس و هایپرنسترا، و همسر ایریفیل بود. او همانند پدرش قادر به پیشگویی و شفابخشی بود که بسیار مورد احترام ایزدان قرار می‌گرفت. آمفیاروس همراه با آدراستوس، برادر همسرش بر آرگوس فرمانروایی می‌کردند. آمفیاروس در نسلی قبل از وقوع جنگ تروآ به عنوان یکی از پهلوانان یونان در شکار گراز کالیدونیان شرکت داشت.
داستان‌های مرتبط با آمفیاروس بسیار در زمان‌های قدیم محبوبیت داشتند، به همین جهت افسانه‌های زیادی همراه با جزئیات مختلف در مورد آن وجود دارد. نام آمفیاروس توسط داستانسرای نامدار یونانی هومر و دیگر شاعران باستان همچون آریستوفان، فیدیپیدس، پیندار و همچنین به طور گسترده توسط آیسخولوس که از این اسطوره در اثر تراژدی خود با نام «مخالفان هفت‌گانه تب» الهام گرفته، اشاره شده‌است.
پولونیکس، پسر ادیپ، توسط برادرش مورد تعقیب قرار گرفت، سپس به آرگوس رفته و برای تصرف تبس درخواست کمک کرد. اما آمفیاروس پیشنهاد او مبنی بر شرکت در این جنگ را قبول نکرد، زیرا می‌دانست این کار خشم خدایان را بر می‌انگیزد و در این بین رهبران باید تاوان بیشتری را بدهند. چنین شد که پولونیکس به فکر حیله افتاد، او گردنبد مشهور هارمونیا، دختر آفرودیته را به ایریفیل پیشنهاد کرد تا با حمایت او و آمفیاروس و همراه با شش رهبر دیگر به محاصره تبس بپردازند. آمفیاروس که از نیت منحرف همسر خود آگاه بود قبول کرد که وارد جنگ شود، اما قبل از راه افتادن، از پسرانش خواست تا اگر در این نبرد کشته شد، انتقام او را از همسرش بگیرند. همانطور که انتظار می‌رفت در نبردها بسیاری از رهبران جان خود را از دست می‌دادند، پس چنین شد که آمفیاروس ارابهٔ خود را به سمت آتیک تغییر جهت داده و سعی در فرار داشت. در این حین، پریکلایمنوس، پسر پوزئیدون، قصد کشتن او را کرد، اما به یکباره زئوس مداخله نمود و با پرتاب آذرخشش سبب شد زمین دهان باز کند و آمفیاروس را همراه ارابه‌اش ببلعد.